# Leptataspis fruhstorferi
Leptataspis fruhstorferi är en insektsart som beskrevs av Schmidt 1927. Leptataspis fruhstorferi ingår i släktet Leptataspis och familjen spottstritar. Inga underarter finns listade i Catalogue of Life.